# Rozoy-sur-Serre (tổng)
Tổng Rozoy-sur-Serre là một tổng ở tỉnh Aisne trong vùng Hauts-de-France.

## Địa lý
Tổng này được tổ chức xung quanh Rozoy-sur-Serre thuộc quận Laon. Độ cao thay đổi từ 92 m (Dizy-le-Gros) đến 261 m (Brunehamel) với độ cao trung bình 160 m.

## Hành chính
| Giai đoạn | Ủy viên            | Đảng | Tư cách |
| --------- | ------------------ | ---- | ------- |
| 2008-2014 | Nicolas Fricoteaux | DVD  |         |
| 2001-2008 | Joseph Braem       | PS   |         |

## Các đơn vị cấp dưới
Tổng Rozoy-sur-Serre gồm 30 xã với dân số là 7 670 người (điều tra năm 1999, dân số không tính trùng)
| Xã                         | Dân số | Mã bưu chính | Mã insee |
| -------------------------- | ------ | ------------ | -------- |
| Archon                     | 83     | 2360         | 02021    |
| Les Autels                 | 74     | 2360         | 02038    |
| Berlise                    | 100    | 2340         | 02069    |
| Brunehamel                 | 511    | 2360         | 02126    |
| Chaourse                   | 522    | 2340         | 02160    |
| Chéry-lès-Rozoy            | 114    | 2360         | 02181    |
| Clermont-les-Fermes        | 131    | 2340         | 02200    |
| Cuiry-lès-Iviers           | 40     | 2360         | 02251    |
| Dagny-Lambercy             | 159    | 2140         | 02256    |
| Dizy-le-Gros               | 755    | 2340         | 02264    |
| Dohis                      | 111    | 2360         | 02265    |
| Dolignon                   | 45     | 2360         | 02266    |
| Grandrieux                 | 97     | 2360         | 02354    |
| Lislet                     | 232    | 2340         | 02433    |
| Montcornet                 | 1 690  | 2340         | 02502    |
| Montloué                   | 189    | 2340         | 02519    |
| Morgny-en-Thiérache        | 96     | 2360         | 02526    |
| Noircourt                  | 92     | 2340         | 02556    |
| Parfondeval                | 149    | 2360         | 02586    |
| Raillimont                 | 77     | 2360         | 02634    |
| Renneval                   | 133    | 2340         | 02641    |
| Résigny                    | 208    | 2360         | 02642    |
| Rouvroy-sur-Serre          | 51     | 2360         | 02660    |
| Rozoy-sur-Serre            | 1 079  | 2360         | 02666    |
| Sainte-Geneviève           | 63     | 2340         | 02678    |
| Soize                      | 106    | 2340         | 02723    |
| Le Thuel                   | 149    | 2340         | 02743    |
| Vigneux-Hocquet            | 265    | 2340         | 02801    |
| La Ville-aux-Bois-lès-Dizy | 205    | 2340         | 02802    |
| Vincy-Reuil-et-Magny       | 144    | 2340         | 02819    |

## Biến động dân số
| 1962                                                     | 1968  | 1975  | 1982  | 1990  | 1999  |
| -------------------------------------------------------- | ----- | ----- | ----- | ----- | ----- |
| 9 154                                                    | 9 750 | 9 085 | 8 734 | 8 022 | 7 670 |
| Nombre retenu à partir de 1962 : dân số không tính trùng |       |       |       |       |       |